# Mar de Samar

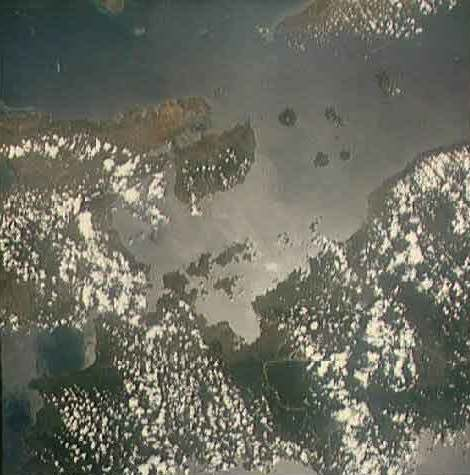
O mar visto do espaço (o norte está à direita)

O mar de Samar é um pequeno mar no arquipélago das Filipinas, entre as Visayas Orientais e Luzon.
É rodeado pelas ilhas Samar a leste, Leyte a sul, Masbate a oeste e Luzon a norte. Liga-se ao mar das Filipinas a norte pelo estreito de San Bernardino, ao golfo de Leyte a sudeste pelo estreito de San Juanico, ao mar das Visayas a sudoeste, e ao mar de Sibuyan a noroeste pela passagem Masbate e pela passagem Ticao. Entre as suas ilhas encontra-se Biliran.